# Plautia
Plautia est une personnalité féminine romaine du IIe siècle. Elle est la mère de Lucius Aelius et la grand-mère de l'empereur romain Lucius Aurelius Verus.

## Biographie
Elle est la fille de Lucius Aelius Lamia Plautius Aelianus et de sa seconde épouse Fabia Barbara.

### Premier mariage

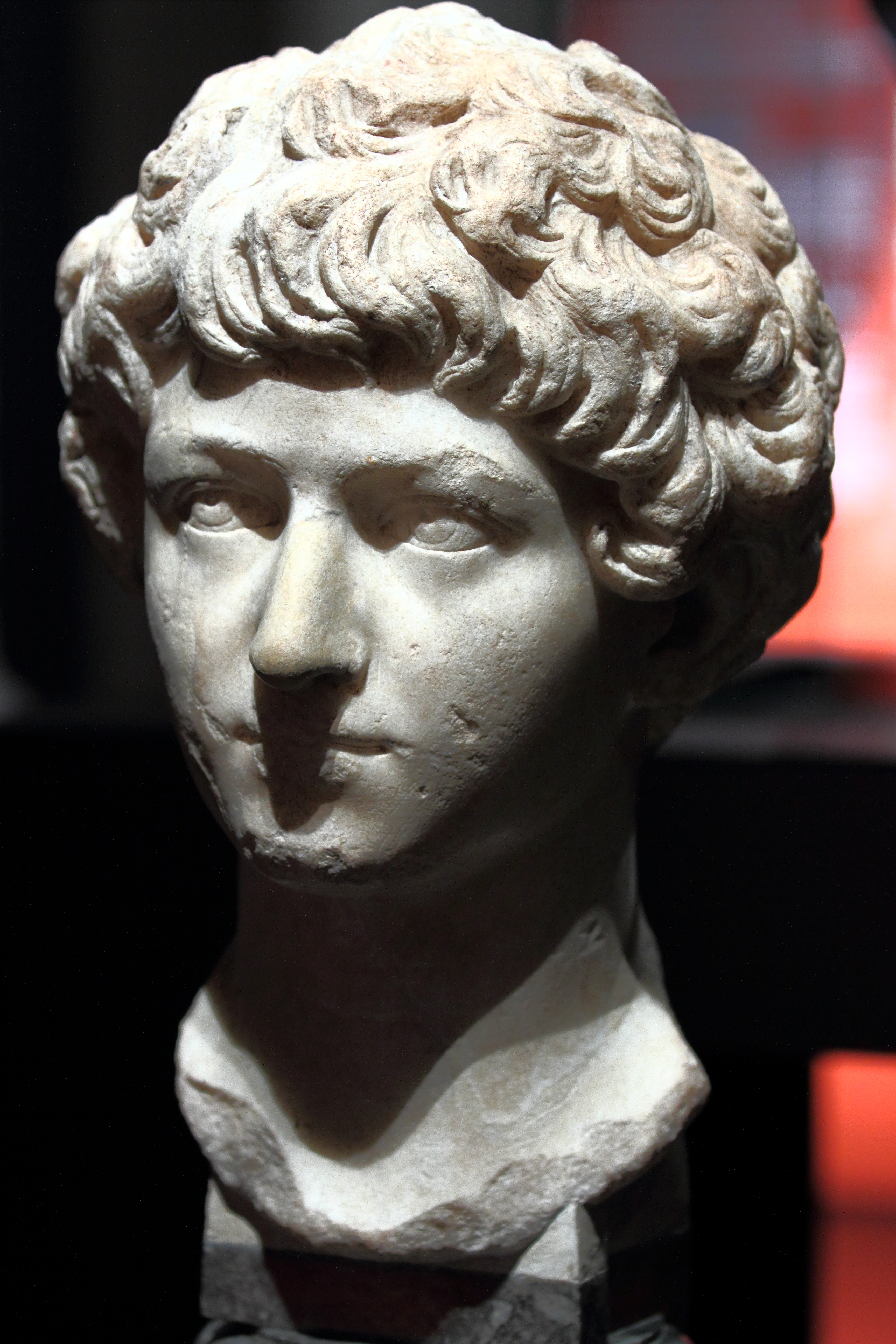
Portrait de Lucius Aurelius Verus jeune, Musée du Capitole de Rome.

En premières noces, elle épouse Lucius Ceionius Commodus,, consul éponyme en 106.
Un fils naît de cette union, Lucius Ceionius Commodus connu sous le nom de Lucius Aelius, le 13 janvier 105. Il devient l'héritier d'Hadrien en 136 à la suite de son adoption mais décède le 1er janvier 138, six mois avant l'empereur. C'est finalement Antonin le Pieux qui succède à Hadrien.
Ceionius Commodus a probablement un autre fils, et via lui, un autre petit-fils, Marcus Ceionius Silvanus, consul éponyme en 156, sous Antonin le Pieux. On ne sait pas si c'est le petit-fils de Plautia.
On ignore si c'est la mort de Ceionius Commodus qui met fin au mariage, ou un divorce.

### Deuxième mariage
En deuxièmes noces, elle épouse Caius Avidius Nigrinus,, consul suffect en 110.
Avidius Nigrinus a une fille, mais on ignore si celle-ci est issue d'un précédent mariage ou de celui-ci. Cette fille, Avidia (Plautia ?), épouse justement Lucius Aelius. Il se peut donc qu'elle épouse son demi-frère.
De l'union entre Lucius Aelius et Avidia (Plautia ?) naît Lucius Aurelius Verus, le 15 décembre 130. Il devient empereur romain de 161 à 169, ayant été adopté par Antonin le Pieux avec Marc Aurèle. Ils ont trois autres enfants : Caius Avidius Ceionius Commodus, Ceionia Fabia et Ceionia Plautia.
Caius Avidius Nigrinus est mis à mort au début du règne de Hadrien, en 118.

### Troisième mariage
En troisièmes noces, elle épouse probablement Sextus Vettulenus Civica Cerialis,, consul éponyme en 106, à l'instar de Lucius Ceionius Commodus.
De cette union, naît a priori Marcus Vettulenus Civica Barbarus, vers l'an 125. Il est consul éponyme en 157.

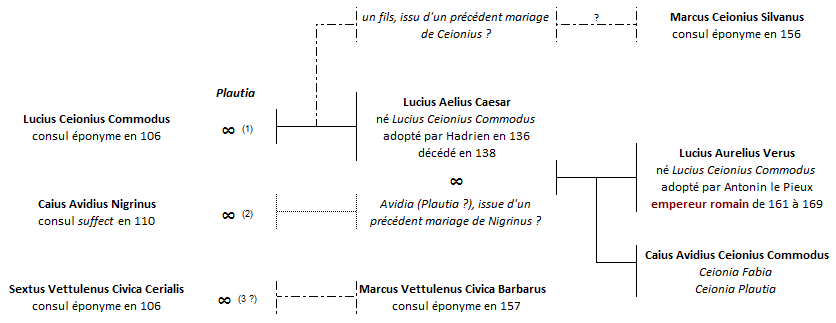
Mariages et descendance de Plautia sous les Antonins. Arbre non exhaustif.